# Abd al-Aziz (nome)
Abd al-Aziz (in alfabeto arabo: عبد العزيز) è un nome proprio di persona arabo maschile.

## Varianti
Il nome viene traslitterato anche come Abdelaziz (forma soprattutto magrebina), Abdul Aziz e Abdulaziz.

### Varianti in altre lingue
- Turco: Abdülaziz[2]

## Origine e diffusione
È composto da عبد ('abd, "servo"), ال (al-, un articolo determinativo) e عزيز (ʿazīz, "potente"), e quindi il suo significato è "servo del potente", "servo dell'onnipotente" (sottinteso, Allah).

## Persone
- Abd al-Aziz dell'Arabia Saudita, re dell'Arabia Saudita

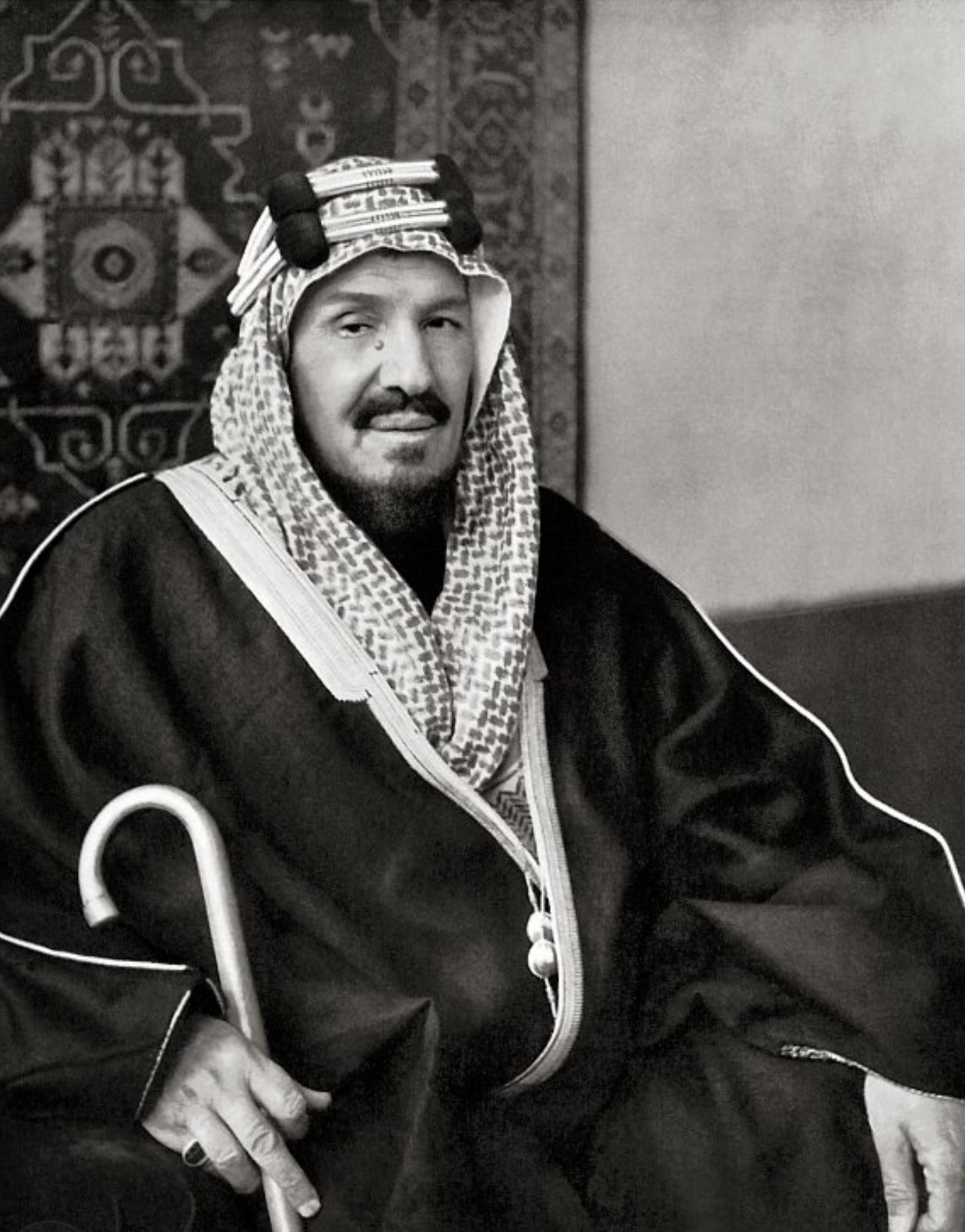
Abd al-Aziz dell'Arabia Saudita

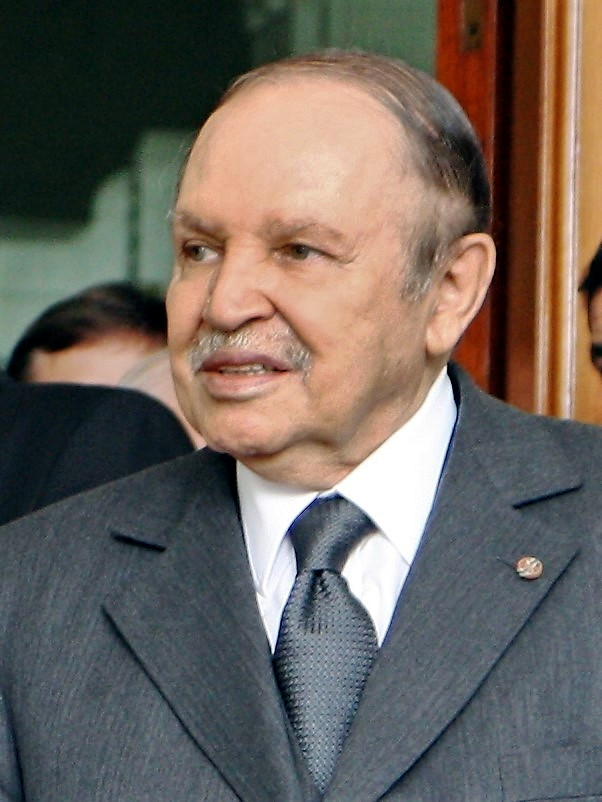
Abdelaziz Bouteflika

- Abd al-Aziz bin Abd Allah Al ash-Sheikh, Gran Mufti dell'Arabia Saudita
- Abd al-Aziz bin Abd Allah Al Sa'ud, principe dell'Arabia Saudita
- Abd al-Aziz bin Fahd Al Sa'ud, principe dell'Arabia Saudita
- Abd al-Aziz II bin Humaid Al Nuaimi, emiro di Ajman
- Abd al-Aziz bin Mit'ab, emiro di Jebel Shammar
- Abd al-Aziz bin Salman Al Sa'ud, principe dell'Arabia Saudita
- Abd al-Aziz bin Turki Al Sa'ud, principe, imprenditore e filantropo saudita
- Abd al-Aziz ibn Marwan, Wali d'Egitto del Califfato omayyade
- Abd al-Aziz ibn Musa, Wali di al-Andalus

### Variante Abdelaziz
- Abdelaziz Barrada, calciatore francese naturalizzato marocchino
- Abdelaziz Belkhadem, politico algerino
- Abdelaziz Ben Tifour, calciatore algerino naturalizzato francese
- Abdelaziz Bouteflika, politico algerino
- Abdelaziz Djerad, politico algerino

### Altre varianti
- Abdul Aziz, sultano ottomano
- Abdulaziz Al Sulaiti, calciatore qatariota
- Abdulaziz Hatem, calciatore qatariota
- Abdulaziz Hussain, calciatore emiratino
- Abdul Aziz Hotak, scià di Persia